# Martin-Gropius-Bau
Martin-Gropius-Bau, oprindeligt et museum for anvendte kunstformer ('brugskunst'). Bygningen er et historisk monument siden 1966, og museet er et velkendt udstillingsvenue i Berlin, placeret på Niederkirchnerstrasse 7 i Berlin-Kreuzberg.

## Historie og arkitektur
Bygningen blev opført mellem 1877 og 1881 af arkitekterne Martin Gropius (granonkel til Walter Gropius) og Heino Schmieden i nyrenæssancestil. Bygningen åbnede officielt i 1881. Grundplanen er kvadratisk (hver sidelængde er ca. 70 meter; bygningen er ca. 26 meter høj). Udstillingslokalerne omgiver et imponerende atrium dekoreret med mosaikker og de tyske staters våbenskjold udført af billedhuggeren Otto Lessing.
Oprindeligt blev bygningen designet til at huse Berlins Museum for Anvendt Kunst; efter 1. verdenskrig husede bygningen Berlins Museum for For- og Tidlig Historie samt den Østasiatiske Kunstsamling. Museet blev alvorligt beskadiget i 1945 i løbet af de sidste uger af 2. verdenskrig og åbnede igen i 1981 efter omfattende genopbygning i 1978. Yderligere renovering fandt sted i 1998/1999, hvilket resulterede i hvad der ofte beskrives som en af Tysklands smukkeste udstillingsbygninger.
Martin-Gropius-Bau har udstillet værker af Ai Weiwei, Walker Evans, Anish Kapoor, Johannes Itten og Paul Klee.
Indtil Tysklands genforening i 1990 stod bygningen på grænsen mellem Øst- og Vestberlin, ved grænsen til det østlige Berlins distrikt Mitte. Dens centrale Berlin-placering, generøse dimensioner og detaljerede arkitektoniske dekorationer, for ikke at nævne kvaliteten af de midlertidige udstillinger, har hjulpet museet til at blive en vigtig kultur- og turistattraktion. På tværs af gaden ligger den "by- og statslige" parlamentsbygning i Berlin (Abgeordnetenhaus), som oprindeligt blev bygget i 1899 for at huse det preussiske Landsting. Dokumentationscenteret Topographie des Terrors er ved siden af Martin-Gropius-Bau. Potsdamer Platz ligger omkring 100 m væk.

## Udstillinger
- 2013: Anish Kapoor . Kapoor in Berlin[2]
- 2013/2014: Barbara Klemm . Fotografien 1968–2013
- 2014: Ai Weiwei
- 2014: David Bowie
- 2014/2015: Vikingerne
- 2015/2016: Germaine Krull - Fotografien[3]

## Eksterne links
- Gropius Bau's hjemmeside Arkiveret 7. marts 2020 hos  Wayback Machine

52°30′24″N 13°22′54″Ø / 52.5066°N 13.3818°Ø